# Kubaryia pilikia
Kubaryia pilikia is een slakkensoort uit de familie van de Assimineidae.